# Izvor (métro de Bucarest)
Printemps
Pour les articles homonymes, voir Izvor.
Izvor est une station de métro roumaine des lignes M1 et M3 du métro de Bucarest. Elle est située au croisement de Splaiul Independentei avec un pont sur la rivière Dâmbovița, dans le Sector 5 à l'ouest du centre-ville de Bucarest. Elle dessert notamment le Palais du Parlement, le Parc Cișmigiu et le parc Izvor.
Elle est mise en service en 1979 sur la ligne M1 et devient une station de bifurcation des lignes M1 et M3 en 1983.
Exploitée par Metrorex elle est desservie par les rames des lignes M1 et M3, qui circulent quotidiennement entre 5 h 0 et 23 h 0 (heure de départ des terminus). Des arrêts de bus sont situés à proximité.

## Situation sur le réseau
Établie en souterrain, la station Izvor est situé sur le tronçon commun aux lignes M1 et M3.
Sur la ligne M1 elle est située entre les stations Eroilor, en direction de Dristor, et Piața Unirii, en direction de Pantelimon. Sur la ligne M3 elle est située entre les stations de Eroilor, en direction de Preciziei, et Piața Unirii, en direction d'Anghel Saligny.

## Histoire
La station « Izvor » est mise en service le 16 novembre 1979, lors de l'ouverture à l'exploitation du premier tronçon du métro de Timpuri Noi à Semanatoarea (ancien nom de la station terminus Petrache Poenaru).
Le 19 août 1983, elle devient une station des lignes M1 et M3 lors de l'ouverture de la branche d'Eroilor à Industriilor (ancien nom de la station terminus Preciziei).

## Service des voyageurs

### Accueil
La station dispose de deux bouches sur le Splaiul Independentei face au pont sur la rivière Dâmbovița.

### Desserte
À la station Izvor la desserte quotidienne débute avec le départ, des stations terminus, de la première rame à 5 h 0 et se termine avec le départ, des stations terminus, de la dernière rame à 23 h 0.

### Intermodalité
À proximité l'arrêt le plus proche est desservi par des bus (lignes 136 et 385) et celui de l'autre côté du pont par des bus (lignes 104, 123, N110 et N115).